# 아델렌
아델렌(Adelén, 1996년 11월 4일 ~ )은 노르웨이의 가수이다.